# Kepler (ópera)
Kepler es una ópera de Philip Glass que pone música a un libreto en alemán y latín de Martina Winkel. Se estrenó el 20 de septiembre de 2009 en el Landestheater en la ciudad austríaca de Linz con Dennis Russell Davies dirigiendo a la Orquesta Bruckner. Su libreto se basa en la vida y obra de Johannes Kepler, el matemático, astrónomo y astrólogo de los siglos XVI y XVII. La obra fue un encargo del Landestheater de Linz y Linz09 (un programa que celebrada la elección de la ciudad como Capital Europea de la Cultura).
Fue un éxito el día de su estreno en Linz. Fue una producción encargada por la ciudad de Linz debido a ser ese año capital cultural europea. Es la ópera número 23 del compositor.
El libreto fue escrito por la dramaturga Martina Winkel, entre otros, sirviéndose como fuente las anotaciones del diario del propio Johannes Kepler y citas bíblicas. Además, está escrito con partes en alemán y otras en latín.
El científico, interpretado por Martin Achrainer, protagoniza la escenificación, que no tiene una trama específica, y es la única voz solista en el escenario, que aparece acompañada por un sexteto vocal integrado por seis solistas -dos sopranos, una mezzosoprano, un bajo, un tenor y un barítono- que reflejan las voces interiores del astrónomo.

## Estreno
El estreno tuvo lugar el 21 de septiembre de 2009 en la ciudad de Linz debido a ser ese año (2009) la capital europea de la cultura. El director Dennis Russell Davies estuvo al frente de la Linzer Bruckner Orchester.
El director de escena, el belga Peter Missotten, transformó en imágenes abstractas la música de Glass.
El público, una vez finalizada la actuación, dio un "jubiloso" aplauso, no solo a Glass, sino a todos los que habían llevado a cabo el proyecto.